# Chrząstka nagłośniowa

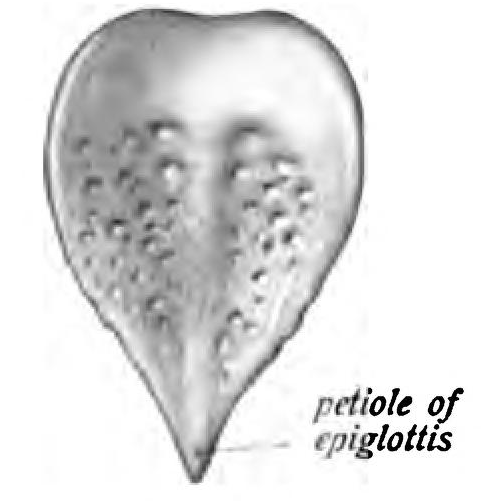
Chrząstka nagłośniowa człowieka, powierzchnia tylna (krtaniowa). Szypułka podpisana petiole of epiglottis.

Chrząstka nagłośniowa (łac. cartilago epiglottica) – nieparzysta chrząstka krtani większości ssaków, będąca podłożem nagłośni (epiglottis), z którą bywa w uproszczeniu utożsamiana i wtedy określenia „nagłośnia” i „chrząstka nagłośniowa” stosowane są zamiennie. 
U człowieka ma kształt sercowaty, esowato wygięty, porównywany do liścia, łyżki do butów, cedzaczka, pióra lub siodełka roweru. Jest zbudowana z tkanki chrzęstnej sprężystej i włóknistej. Razem z gruczołami śluzowo-surowiczymi i błoną śluzową, którymi jest pokryta, tworzy nagłośnię, której górna część stanowi przednio-górne ograniczenie krtani. Wyróżnia się w niej dwie części – górną płytkę (lamina), szeroką, grubszą w środkowej części a cieńszą na wywijających się w stronę językową brzegach, i dolną, silnie zwężającą się szypułkę (petiola). Powierzchnia przednia chrząstki nagłośniowej, skierowana w stronę języka (powierzchnia językowa), jest nieco wypukła, a powierzchnia tylna (krtaniowa) – wklęsła. Chrząstka poprzebijana jest otworami dla przejścia naczyń krwionośnych, przewodów gruczołów i nerwów. Na obu powierzchniach znajdują się też zagłębienia dla gruczołów, więcej jest ich na powierzchni tylnej. Większa część (część podgnykowa) chrząstki położona jest z tyłu za kością gnykową i poniżej niej, mniejsza część (część nadgnykowa) – powyżej tej kości, z tyłu od nasady języka. 
Przednia powierzchnia chrząstki nagłośniowej łączy się z kością gnykową więzadłem gnykowo-nagłośniowym, a bezpośrednio powyżej niego – z nasadą języka więzadłem językowo-nagłośniowym. Szypułka łączy się z powierzchnią tylną kąta chrząstki tarczowatej więzadłem tarczowo-nagłośniowym (tuż powyżej spoidła przedniego), razem z tym więzadłem tworząc na dolnej połowie tylnej powierzchni nagłośni wyniosłość błony śluzowej – guzek nagłośniowy (tuberculum epiglotticum).